# 羽太正養
羽太 正養（はぶと まさやす、宝暦2年（1752年） - 文化11年1月22日（1814年3月13日））は、江戸時代中期から後期の旗本、箱館奉行、松前奉行。通称は弥太郎、左近、主膳、庄左衛門。北海道千歳市の名付け親。

## 略歴
宝暦2年（1752年）、旗本・羽太正香の子として産まれる。母は横地長救の娘。明和5年（1768年）、将軍・徳川家治に御目見する。安永5年（1776年）、家督を継ぐ。
安永9年（1780年）、大番に属する。寛政元年（1789年）、御蔵奉行となる。寛政5年（1793年）、田安家用人となり布衣着用を許される。寛政8年（1796年）に西丸目付、次いで本丸目付となる。

### 箱館奉行・松前奉行時代

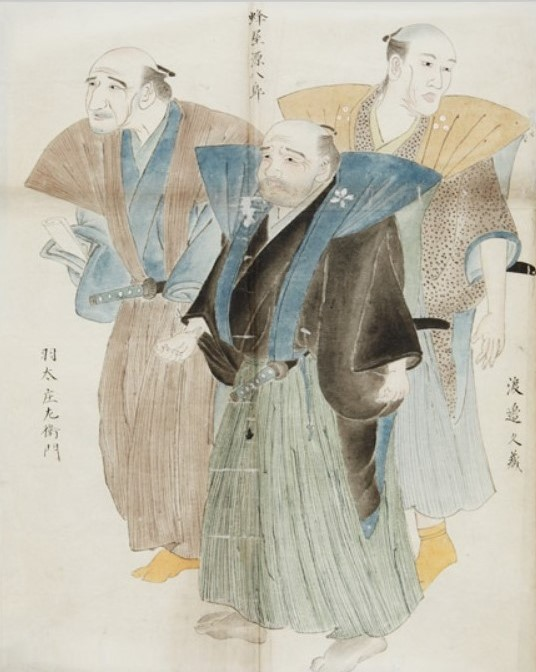
羽太正養(左側の人物。右側は渡辺胤、中央は蜂屋成定)

幕府が東蝦夷地を仮上知した寛政11年（1799年）1月、松平忠明・石川忠房・大河内政寿・三橋成方とともに蝦夷地取締御用掛に任命される。享和元年（1801年）、東蝦夷地を国後島まで巡視する。
享和2年（1802年）2月、新設された蝦夷奉行に就任、500石を加増される。同年12月、安芸守となる。箱館奉行は毎年春を境に1年毎、箱館在勤と江戸在勤を交代しており、文化元年（1804年）および文化3年（1806年）に箱館在勤となる。なお、箱館奉行所建設に際して富山元十郎が井戸の水量不足を補うために箱館山を調査し湧水を発見した際、羽太はこれを「富山泉」と命名し、「くみそめし泉とともにいさをしのその名もつきず世々に伝へて」という歌を添えた。
文化2年（1805年）、現在の千歳川であるシコツ川を、当地に鶴が多かったことから「鶴は千年、亀は万年」にちなんで「千とせ（千年、千歳）川」と名付け、これが「千歳」の由来となる。
文化3年（1806年）10月4日の箱館大火に際しては、奉行自ら馬に乗り消火を指揮した。
文化3年（1806年）から文化4年（1807年）の文化露寇に際して、東北諸藩に動員をかける。文化4年10月、奉行所の松前移転に伴い、引き続き松前奉行に任じられる。

### 晩年
文化4年11月、文化露寇の責任を問われ、松前奉行を罷免。逼塞（文化5年（1808年）4月免ぜられる）および小普請組入りとなる。文化11年（1814年）没。墓所は、東京都品川区南品川天妙国寺にあるが、無縁墳墓となっている。

## 著書
- 『休明光記』『休明光記付録』 - 蝦夷地取締御用掛に任命された寛政11年（1799年）から松前奉行を罷免される文化4年（1807年）までの記録。幕府による蝦夷地統治の基本文献。手沢本は函館市中央図書館が所蔵（函館市指定文化財）[8]。函館市中央図書館デジタル資料館および北海道大学 北方関係資料目録にスキャンデータがある。